# Zaharia Tănase
Zaharia Tănase (n. 20 martie 1891, Iași, România – d. 17 martie 1967, București, România) a fost un demnitar comunist român.
În 1946 a deținut funcția de subsecretar de stat al industriei de stat. A fost membru supleant al Biroului Politic al Partidului Muncitoresc Român după Congresul PMR din februarie 1948.
Zaharia Tănase a fost înmormântat la 20 martie 1967 în cimitirul Bellu din București, după ce fusese expus pe un catafalc, în jurul căruia a fost instalată o gardă de onoare.

## Distincții
- Ordinul „Steaua Republicii Populare Române“ clasa a II-a (1948);
- Medalia „40 de ani de la înființarea Partidului Comunist din Romînia” (6 mai 1961) „pentru activitate îndelungată în mișcarea muncitorească și merite în opera de construire a socialismului”[7]
- Ordinul Muncii clasa I (1961).
- Ordinul „23 August” clasa a III-a (18 august 1964) „pentru merite deosebite în opera de construire a socialismului, cu prilejul celei de a XX-a aniversări a eliberării patriei”[8]